# Wapen van oblast Sverdlovsk

Wapen van de oblast Sverdlovsk

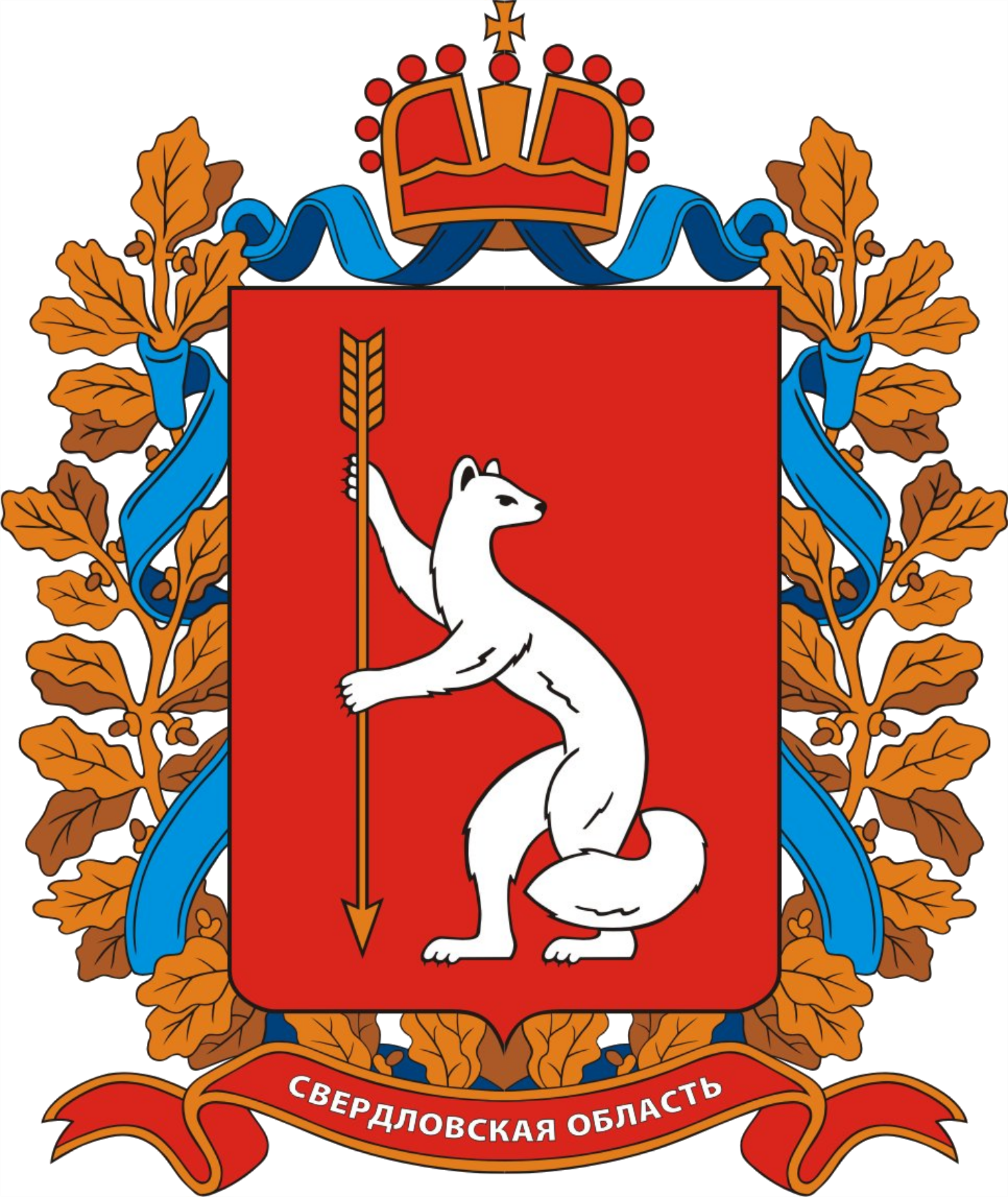
Wapen van 1997

Het wapen van oblast Sverdlovsk (Russisch: Герб Свердловской области; Gerb Sverdlovskoi oblasti) vormt een van de staatssymbolen van de Russische oblast Sverdlovsk. Het huidige wapen werd evenals de vlag van oblast Sverdlovsk aangenomen op 6 mei 2005.

## Beschrijving
Er zijn twee varianten van het wapenschild; een gezamenlijke en een kleine:
- De gezamenlijke variant bestaat uit een donkerrood schild met een staande zilverkleurige sabelmarter (het symbool van de Demidovs, die de ontwikkeling van de Oeral in gang zetten) die in zijn voorpoten een naar beneden gekeerde goudkleurige pijl vasthoudt. Het schild wordt getooid met de gouden keizerlijke kroon. Het schild wordt ondersteund door twee gouden griffioenen, die elk in een hand de vlag van de oblast Sverdlovsk vasthouden, die van het schild af wappert op gouden masten met gouden knoppen en franje. De griffioenen staan op een voet van gouden cedertakken, die zijn doorwoven met een donker lint met gouden randen, waarop met zilveren letters het devies "Oporny kraj derzjavy" ("dragende regio van macht") van de oblast staat, verwijzende naar het feit dat vanuit de Oeral Siberië werd onderworpen door Rusland en de Oeral altijd een belangrijk industrieel gebied is geweest binnen Rusland.
- de kleine variant bestaat alleen uit het donkerrode schild met de sabelmarter en de kroon.

Het huidige wapen is een variant op het wapen dat werd aangenomen in 1997, maar nooit werd ingeschreven in het federale heraldische register. Het oude wapen kreeg veel kritiek. Zo hing de staart van de sabelmarter naar beneden, wat als teken van 'lafheid' zou kunnen worden gezien, hetgeen er toe leidde dat in de huidige variant de staart 'trots' naar boven staat.